# Mantis (насекомые)
Mantis — род крупных насекомых из семейства настоящих богомолов отряда богомоловых. Распространены в Южной и Центральной Европе, в Азии, Африке, Австралии и Северной Америке. К роду относят 14 видов, из которых наиболее известен и распространен богомол обыкновенный.

## Внешний вид и строение
Крупные богомолы с хорошо развитыми крыльями. Тазики передних ног с многочисленными точками на внутренней поверхности. Передние голени с 4 дискоидальными и 4 наружными шипами. Средние и задние ноги без коленного шипа. Церки конические, покрытые волосками.

## Виды
- Mantis beieri Roy, 1999
- Mantis callifera Wood-Mason, 1882
- Mantis carinata Cosmovici, 1888
- Mantis dilaticollis Gistel, 1856
- Mantis emortualis Saussure, 1869
- Mantis griveaudi Paulian, 1958
- Mantis insignis Beier, 1954
- Mantis macroalata Lindt, 1973
- Mantis macrocephala Lindt, 1974
- Mantis octospilota Westwood, 1889
- Mantis pia Serville, 1839
- Mantis religiosa (Linne, 1758)
- Mantis splendida de Haan, 1842
- Mantis tricolor Linne, 1767